# Ruthalicia
Ruthalicia é um género botânico pertencente à família Cucurbitaceae.

## Espécies
- Ruthalicia eglandulosa
- Ruthalicia longipes

1. ↑  «Ruthalicia — World Flora Online». www.worldfloraonline.org. Consultado em 19 de agosto de 2020